# Schubborstlijstertimalia
De schubborstlijstertimalia (Illadopsis albipectus) is een zangvogel uit de familie Pellorneidae.

## Verspreiding en leefgebied
Deze soort komt voor in centraal Afrika van westelijk Congo-Kinshasa tot westelijk Kenia.

## Status
De grootte van de populatie is niet gekwantificeerd maar de soort wordt omschreven als algemeen tot zeer talrijk. Op de Rode lijst van de IUCN heeft deze soort de status niet bedreigd.